# Dones als Estats Federats de Micronèsia
Les dones dels Estats Federats de Micronèsia són dones nascudes, que viuen o provenen dels Estats Federats de Micronèsia, un estat insular sobirà independent compost per quatre estats. Així, les dones dels EFM inclouen dones dels estats de Yap, Chuuk, Pohnpei (abans Ponape) i Kosrae (anteriorment conegut com a Kusaie).

## Rols
Per tradició, la pertinença a un clan a la societat de Micronèsia es transmet generalment a través de dones. Les dones eren les cultivadores de la terra i eren les productores de cultius d'alimentaris bàsics. També van fer de pescadores a la costa i van ser recol·lectores de mar. Les dones també van participar en arts i oficis, com la producció de teixits de palla, lava-lava de tela, estores de pandanus, plantes medicinals i ornaments. Són cuidadores de nens i professores d'educació primària. Les dones de Micronèsia van ser les iniciadores en la planificació comunitària, les pacificadores, les contribuents econòmics, les «conservadores de la llar», les «adquiridores de prestigi», i també tenen papers en la política de Micronèsia.
En general, les dones hi comparteixen poder amb els seus homòlegs masculins. Els papers de les dones eren complementaris als dels homes. Algunes dones de Micronèsia aporten decisions sobre la disposició de les terres familiars, i tenen el «poder de desheretar membres de la família», així com imposar tabús sobre l'ús de la terra i el mar.
Tradicionalment, homes i dones equilibraven el treball exercint diferents rols en el cultiu i la preparació dels aliments. Tanmateix, amb canvis recents en la cultura de les illes (com l'augment dels aliments forans importats), el treball a la cuina va esdevenir el deure de les dones. Aquest desequilibri del treball fet per la dona està abordat per la minoria de famílies modernes de Micronèsia en les quals homes i dones comparteixen els rols tradicionals.
Les dones de Micronèsia poden forçar els homes a fer la pau amb els seus enemics. Les dones solien ser les redactores dels «termes de la pau». Una dona anciana té un títol paral·lel al membre masculí ancià de l'anomenat llinatge Pohnpei, i té «una autoritat considerable» sobre el grup. Les dones ancianes poden actuar com una persona que intervé en assumptes com detenir un home que pega els seus fills i determinar el temps que un home s'ha d'abstenir de dormir amb la dona després del part.
Durant el festival Dia de Yap, al març, les dones de Micronèsia usen vestits tradicionals i realitzen danses tradicionals.

## Micronèsies destacades
- Jennifer Chieng (esportista)
- Jane Jimmy Chigiyal (diplomàtica)
- Iris Falcam (bibliotecària)
- Lerissa Henry (esportista)
- Evangeleen Ikelap (esportista)
- Maria Ikelap (esportista)
- Lihen Jonas (esportista)
- Emelihter Kihleng (escriptora)
- Regina Shotaro (esportista)
- Yoslyn Sigrah (activista)
- Christina Stinnett (activista)
- Mihter Wendolin (esportista)